# Source de Barisart

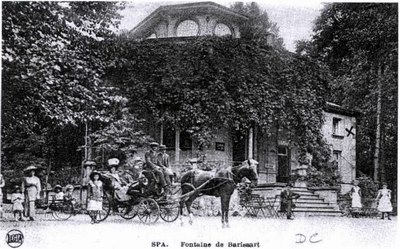
Le pavillon de la source de Barisart en 1859.

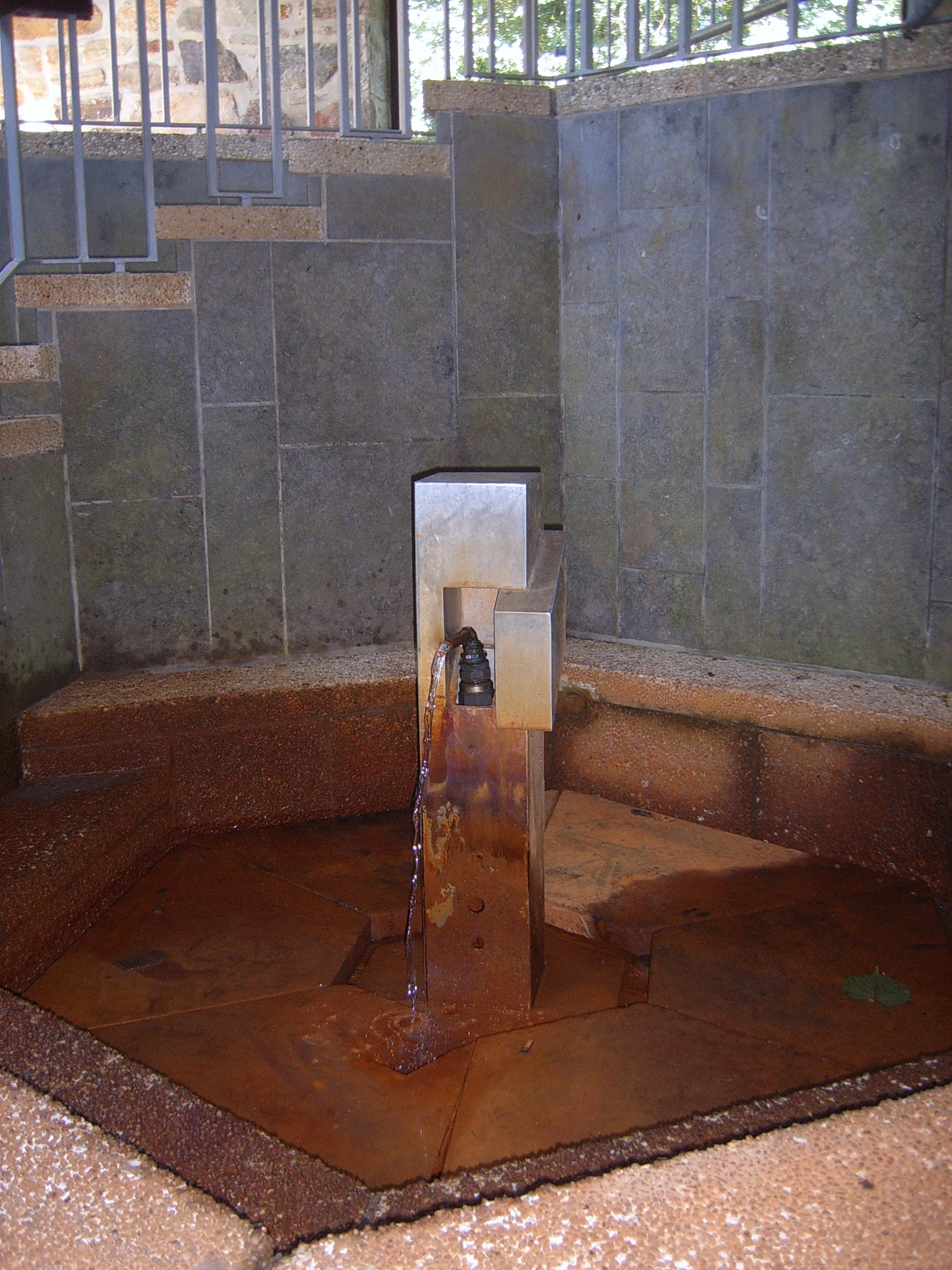
Source de Barisart.

La source de Barisart est une source de la région de Spa. Il s'agit d'un pouhon, source ferrugineuse et carbo-gazeuse typique de la haute-Ardenne. Ses eaux sont issues du massif de la fagne de Malchamps. L'eau s'écoule pour devenir le ru du barisart; affluent du Wayai.

## Histoire
La source est mentionnée pour la première fois sous le nom de "Barisair" en 1438 puis "Barisare". Des bassins furent très tôt adjoints à la source. Au début du XIXe siècle, la source est complètement abandonnée. Elle fut réhabilitée au milieu du siècle, et fut dotée en 1859 d'un pavillon qui servait d'auberge.
La société Spadel exploite sous le nom de "Spa Barisart" une eau issue d'un captage proche, mais distinct (50° 28′ 26″ N, 5° 51′ 56″ E). Cette eau est l'eau gazéifiée de la marque.